# Роньо
Ро̀ньо (на италиански: Rogno; на ломбардски: Rogn, Рон) е малкло градче и община в Северна Италия, провинция Бергамо, регион Ломбардия. Разположено е на 215 m надморска височина. Населението на общината е 3900 души (към 2017 г.).